# Ṃ́
Ṃ́ (minuscule : ṃ́), appelé M accent aigu point souscrit, est une lettre latine utilisée dans l’écriture du heiltsuk.
Il s’agit de la lettre M diacritée d’un accent aigu et d’un point souscrit.

## Usage informatique
Le M accent aigu point souscrit peut être représenté avec les caractères Unicode suivants : 
- composé et normalisé NFC (latin étendu additionnel, diacritiques) :

| formes    | représentations | chaînes de caractères | points de code | descriptions                                                     |
| --------- | --------------- | --------------------- | -------------- | ---------------------------------------------------------------- |
| capitale  | Ṃ́               | Ṃ◌́                    | U+1E42 U+0301  | lettre majuscule latine m point souscrit diacritique accent aigu |
| minuscule | ṃ́               | ṃ◌́                    | U+1E43 U+0301  | lettre minuscule latine m point souscrit diacritique accent aigu |

- décomposé et normalisé NFD (latin de base, diacritiques) :

| formes    | représentations | chaînes de caractères | points de code       | descriptions                                                                 |
| --------- | --------------- | --------------------- | -------------------- | ---------------------------------------------------------------------------- |
| capitale  | Ṃ́               | M◌̣◌́                   | U+004D U+0323 U+0301 | lettre majuscule latine m diacritique point souscrit diacritique accent aigu |
| minuscule | ṃ́               | m◌̣◌́                   | U+006D U+0323 U+0301 | lettre minuscule latine m diacritique point souscrit diacritique accent aigu |

## Sources
- Alphabet heiltsuk, Bella Bella Community School.